# Храм Святой Цецилии (Кёльн)
Храм Святой Цецилии (нем. St. Cäcilia) — бывшая католическая церковь церковь в городе Кёльн в южной части старого города (Альтштадт-Зюд) (федеральная земля Северный Рейн-Вестфалия). Храм расположен на пересечении улиц Cäcilienstraße и Cäcilienkloster.

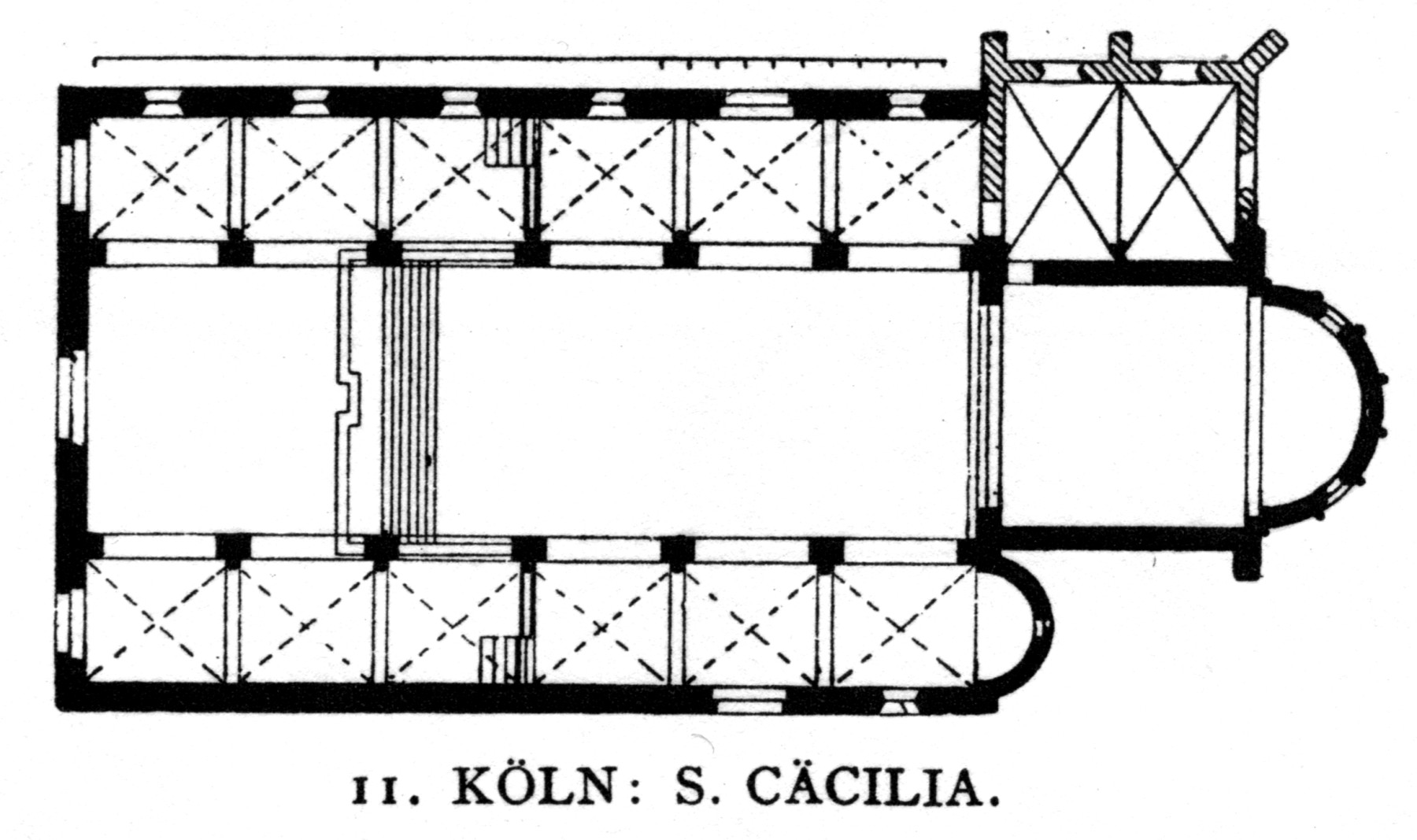
Схема базилики

Храм Святой Цецилии представляет собой романскую трёхнефную базилику без трансепта. Хор церкви и южный боковой неф с восточной стороны заканчиваются полукруглыми апсидами. Северный боковой неф вместо апсиды заканчивается ризницей. Церковь отличает самая скромная архитектура и внутренне убранство среди всех романских церквей Кёльна.

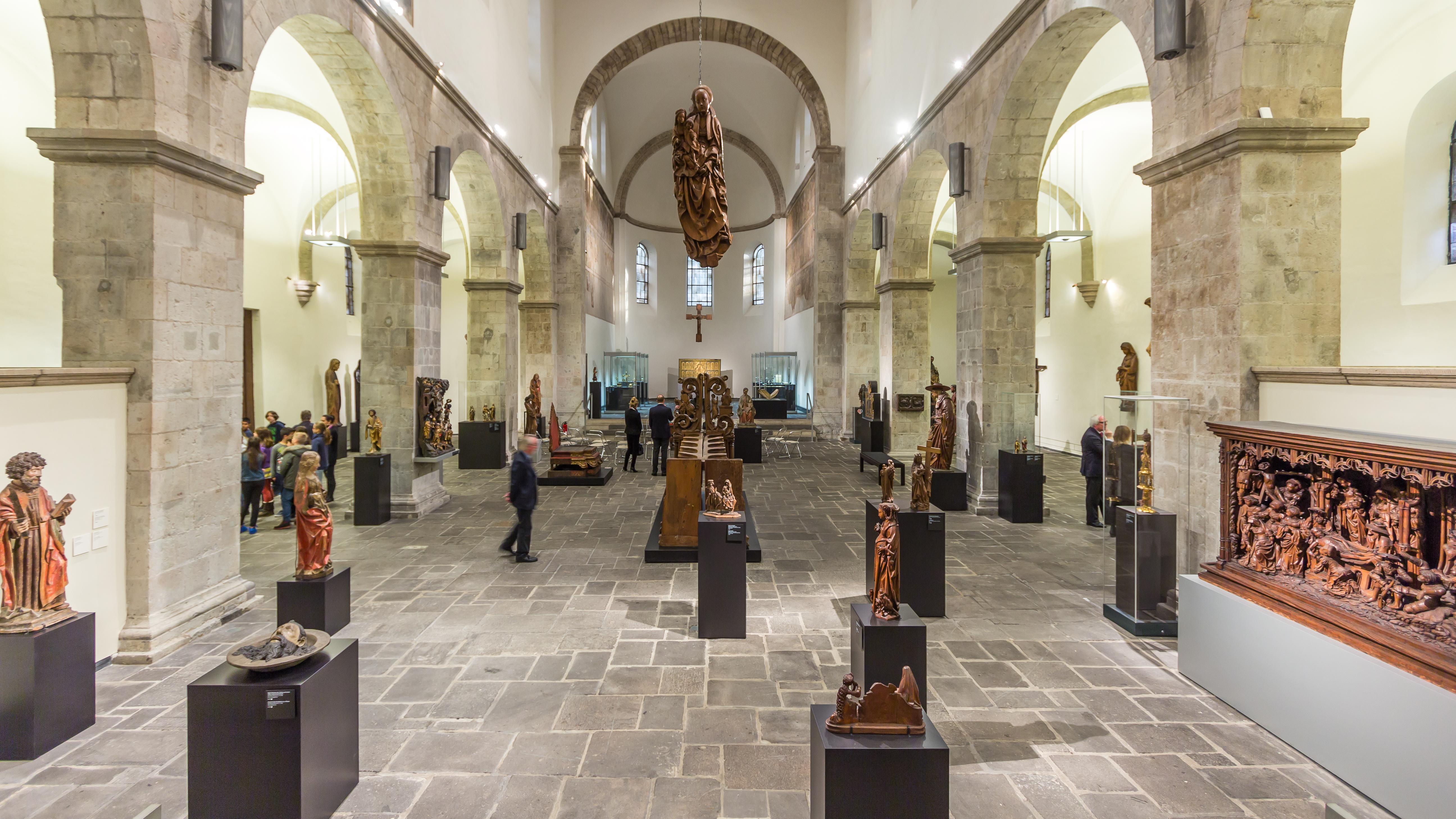
Центральный неф церкви

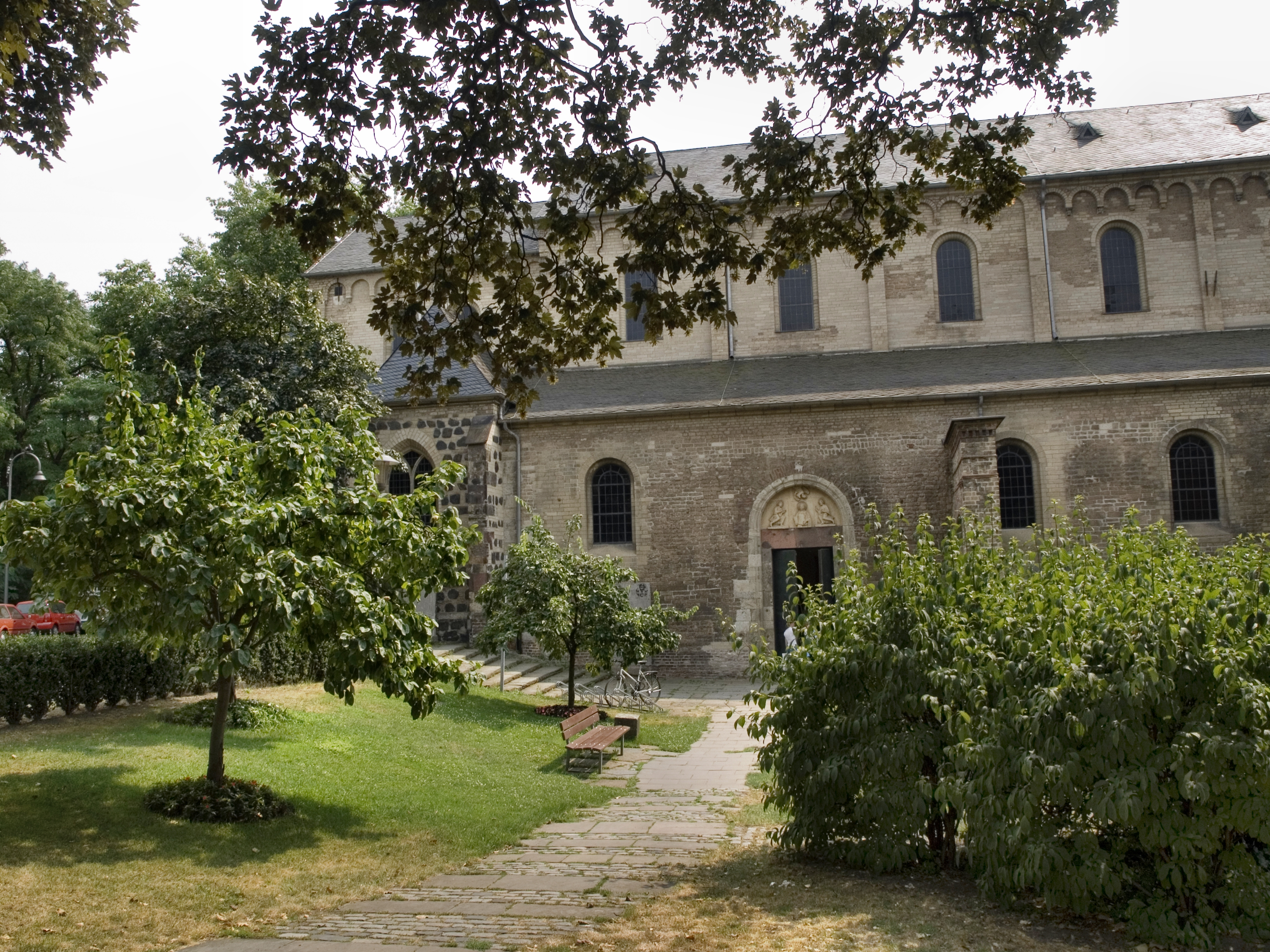
Внутренний двор церкви

## История
В IX веке на месте церкви Святой Цецилии возник женский монастырь. Ранее предполагалось, что именно на этом месте до того находился первый Кёльнский собор. Однако, раскопки последних лет опровергают это предположение. В ходе раскопок были обнаружены фундаменты только небольшой прямоугольной монастырской церкви.
В X веке начинается строительство новой церкви, но постоянная нехватка средств растягивает строительство на долгие годы. Сохранился документ, в котором сообщается, что кёльнский архиепископ Бруно I завещал монастырю 50 фунтов серебра на завершение строительства церкви.

В 1474 году здание церкви передаётся монахиням августинского монастыря. К этому времени относится постройка ризницы и замена романской крыши сводом.

В 1801 году в ходе медиатизации, проходившей под руководством наполеоновского министра Талейрана было упразднено Кёльнское архиепископство, а в 1802 году все монастыри Рейнской области были секуляризированы. Такая же участь постигла и монастырь августинок.

В ходе второй мировой войны во время бомбардировок Кёльна британской авиацией Храм Святой Цецилии был разрушен. В послевоенные годы церковь была восстановлена в своём первоначальном романском облике.

C 1956 года в церкви размещается музей средневекового искусства (de:Museum Schnütgen), носящий имя члена соборного капитула Кёльнского архиепископства Александра Шнютгена (Alexander Schnütgen), подарившего Кёльну в 1906 году свою коллекцию, которая и стала основой музейной экспозиции.